# 高見健次
高見健次（たかみ けんじ）は日本の演出家、脚本家、演劇プロデューサー。劇団赤鬼プロデューサー。レベルE代表。兵庫県出身。

## 来歴・人物
1996年〜劇団赤鬼の脚本家・プロデューサーとして活動。
大阪ショートプレイフェスティバル、俳優によるプロリーグ“アクトリーグ”など企画公演・演劇フェスティバルをプロデュース。
2000年〜2003年“よしもとrise-1シアター”劇場プロデューサーに就任。2006年”株式会社ネットアクト”取締役。2001年〜異分野のクリエイターが集いアートをビジネスとして展開する”レベルE”を設立、代表に就任。(株)富士通などの企業にむけた研修事業を多数行う。
2004年、2006年、2009年インドネシアのバリアート・フェスティバルで日本代表団による歌劇の総合演出を担当。日本とバリのキャスト約100名が出演し1万人近くを動員、数々の賞を受賞。
タレント向け演技指導の実績が多く専門学校やプロダクションなど12校でレギュラー講師をつとめ、一ヶ月に千人以上を指導している。（2010年度）
TVドラマの脚本は”タカミ・K・ナミヲ”名義が多い。

## 舞台作品

### 2004年
- 劇団赤鬼 「プレスタージョンは何故墜落したのか」 （脚本・プロデュース）
- うめだ花月シアター 芝居もん 「スリー」 主演：10＄＆野性爆弾 （脚本・演出）
- 創叡プロダクションミュージカル 「ミュージカルワンダーランド」 （脚本・演出）
- うめだ花月シアター 芝居もん 「ハムスター」 主演：ランディーズ （脚本・演出）
- ミクルミュージカルカンパニー 「メッセンジャー」 （演出）
- 劇団赤鬼ミステリーツアー 「映画狂殺人事件」 （脚本）
- インドネシア・バリアートフェスティバル 歌劇 「SAMURAI」 （脚本・演出）
- うめだ花月シアター 芝居もん 「伝説の太鼓師」 主演：ティーアップ （脚本・演出）
- RUN&GUN 裸のLIVEツアー （脚本・演出）
- 劇団赤鬼 「リトル・ウエンズディ」 （脚本・プロデュース）
- うめだ花月シアター 芝居もん 「リョーマクレイジー」 主演：ライセンス （脚本・演出）
- 大阪ミュージカルスクールSTAGE21 「スパイマイフレンド」 （脚本・演出）
- STSミュージカルカンパニー 「エンジェル・レポート」 （脚本・演出）
- 朝宮真由プロデュース 「Afetr Xmas」 （脚本・演出）

### 2005年
- ピクチャリカル 「0.5ミリの遠距離恋愛」 主演：一色紗英 伊藤歩 （企画）
- うめだ花月シアター 芝居もん 「ラットマンフォーエバー」 主演：後藤秀樹 （脚本）
- PT企画 「正義の果て」 （脚本）
- KOKO子供ミュージカル 「ジュブナイル〜冒険者たち〜」 （脚本・演出）
- 劇団赤鬼 「スクラップムーン」 （脚本・プロデュース）
- 有栖川有栖ミステリー劇場 「インディアン島からの招待状」 共作：有栖川有栖 （脚本）
- ミクルミュージカルカンパニー 「ROMEO1943」 （脚本・演出）
- 演劇集団芝居小舎 「ウィンタープラン」 （脚本）
- 震災復興記念事業 「リトライ」 （脚本）
- 美内すずえ+ 劇団赤鬼「ア・メイズ」 （脚本・プロデュース）
- ミクルミュージカルカンパニー「明日の空へ」（演出）

### 2006年
- 創叡ミュージカル 「ハイスクールキングダム」 （脚本・演出）
- 美内すずえ+ 劇団赤鬼 「レボリューションセブン」 （脚本・プロデュース）
- 戦隊プロデュース 忍者活劇 「SASUKE」 （脚本・演出）
- 大阪市野外芸術祭 「オーサカヘブン」 （脚本・演出）
- KOKOミュージカル 「ファンタズム」 （脚本・演出）
- 演劇集団芝居小舎 「サイレント年代記」 （脚本）
- ステージ21プロデュース 「小さな病院のメロディ」 （企画・演出）
- 劇団赤鬼 「クレイジークレイジーフォーユー」 （脚本・プロデュース）
- キャレス・ミュージカル 「天使がラブソングやて」 （脚本）

### 2007年
- ESPミュージカル 「ROCK TO THE FUTURE」 (企画・脚本)
- 松原市文化会館 「スワンレイクホテル」 （脚本・演出）
- バリアートフェスティバル 「SAMURAI II」 （脚本・演出）
- 劇団赤鬼 「フェイクハート」 （脚本・プロデュース）
- ダンスオペラ 「ハイスクールレボリューション」 （演出）
- メルパルクホール凱旋公演 「SAMURAI II」 （脚本・演出）
- 劇団赤鬼「スパイライクアス」（脚本・プロデュース）

### 2008年
- ESPミュージカル 「JAILHOUSE LOCK」 (企画・脚本)
- 松原市主催公演 「トシドンの放課後」 （演出）
- 劇団赤鬼「POPCORN Baby」（脚本・プロデュース）
- 松竹座 関西ジャニーズJr.2008夏 コント作品（脚本・演出）
- 劇団赤鬼「キャンディ遊園地1705」（脚本・プロデュース）

### 2009年
- 劇団赤鬼「FOR LIFE」（脚本・プロデュース）
- 松竹座 関西ジャニーズ・ミュージカル「Tough Weeds 光の射すほうへ…」（脚本・演出）
- 京橋花月よる芝居「フェイク・ハート」（脚本・演出）
- バリアートフェスティバル 「SAMURAI II」 （脚本・演出）
- 松原市文化会館「＠SCHOOL〜パノラマ学校大図鑑」（脚本・演出）
- 京橋花月よる芝居「はじめまして」（脚本・演出）
- 松竹座 関西ジャニーズJr.2009クリスマス（脚本・演出）

### 2010年
- 篠山城400周年記念ミュージカル「篠山ビッグトリップ」（脚本・演出）
- ABCホールプロデュース 劇団赤鬼×お〜い久馬！「決戦！ひなた荘」（脚本）
- 松竹座 ジャニーズミュージカル「少年たち〜格子なき牢獄」 （脚本・演出）
- ミクルミュージカルカンパニー20周年記念公演「ネバーランド年代記」（脚本・演出）

### 2011年
- 劇団赤鬼2011年公演「コズミック ラテ」（脚本・演出）
- よしもと発ガールズユニット　つぼみ演劇祭（脚本・演出）
- つぼみの開花宣言！（監修）
- 林家染左15周年記念「落語楽」天満天神繁昌亭（出演）
- 松竹座 ミュージカル「少年たち〜格子無き牢獄」（演出）
- 京橋花月劇団PLAYERS「ロウ・アフター・ロウ」（脚本・演出）
- 京橋花月劇団PLAERS 「ロスト・フレンド」脚本・NON STYLE石田明　（演出）
- 劇団赤鬼2011年クリスマス公演「リトルウェンズデイ」（脚本・演出）

## TVドラマ・ラジオドラマ
- 「ニコモノ!」（TVO/脚本）
- RUN&GUN 「BELIEVE」 （作詞）
- 「激殺！女蠍野球団」（TX/脚本）
- 「ROKUMONSEN」（脚本）
- 「プリンセス・プリンセスD」（EX/脚本）
- 読売テレビ深夜携帯連動型推理ドラマ 「あいまいな殺人」 （YTV/企画）
- DRAMATIC-J 「8月10日僕らは花火をあげる」（KTV/脚本）
- 「90日の過ごし方 マルオ・ラストデイズ」（NHK/脚本）
- 「DEAR GROOM」 （Kiss-FM/脚本）
- 「島の密航先生」（NHK/脚本）
- DRAMADA-J 「そこにいるボギー」（KTV/脚本）
- 青春ドラマスペシャル「サムライ転校生 〜我ガ道ハ武士道ナリ〜」（KTV/脚本）
- 「誰も知らないJ学園」

「連獅子の舞」「彼女を待ちながら・・」「パラレル・スケッチ」（KTV/脚本）

## プロデュース

### プロデュース
- 劇団赤鬼
- よしもとrise-1シアター
- KOBEショートプレイフェスティバル
- OSAKAショートプレイフェスティバル
- KANSAI BREAKER
- よしもとrise演劇祭
- 書簡朗読劇「ファンレターズ」
- メリーメーカーズ
- 天下一演闘会
- 俳優によるプロリーグ「アクトリーグ」
- 俳優による格闘技「アクトラッシュ」

### 制作協力
- 阪神ユース演劇祭
- エビス堂大交響楽団・PEOPLE PURPLE・劇団Gフォレスタ・ピースピット・演劇集団芝居小舎・SUN企画未来座

## 演技講師

### 2013年度 レギュラー講師
- NSC（吉本総合芸能学院）お笑いコース・女性タレントコース
- 甲南女子大学
- 関西国際大学
- 専門学校ESPエンタテインメント・声優タレント科
- 神戸野田高等学校
- ミュージカルスクールSTAGE21・研究科・ユースコース
- ソニー・ミュージックアーティスツ
- アクターズスタジオ関西校・アクターズスタジオ神戸校
- ルートプロダクション
- 創叡プロダクション（沖縄アクターズスクール）
- ジャパンモデルエージェンシー
- ヴィズミックプロモーション
- ドアーアーティストアカデミー
- NHK文化センター
- ファンタスター（ファンタ☆ピース）

### 講師実績
立命館大学／同志社女子大学／兵庫大学／兵庫県立神戸商業高等学校／大阪市立大学都市計画研究プラザ／大学コンソーシアム大阪／梅花女子大学／尼崎市立武庫中学校／阪神支部国語部会研修会／川西明峰高等学校／毎日文化センター／あまがさき未来協会主催演劇講座／松原市文化会館主催演劇講座／枚方市主催演劇ワークショップ／兵庫県主催カレッジ芸術演劇祭演劇講座／兵庫県親子劇場主催演劇講座／神戸街つくり演劇祭ワークショップ／劇団赤鬼主催ワークショップUWF／大阪府高等学校演劇連盟主催「高校生のための演劇講習会」／21芸能学院／神戸親子劇場／キャレス（大阪校・名古屋校）／ 実践！演劇塾／有名塾／先駆舎スターアカデミー／姫路市文化振興財団・高校演劇連盟西播支部主催「舞台技術講習会」／兵庫県主催 阪神ユース演劇祭／KOKO PLZA ジュニアミュージカル／ヒューマンスターアカデミー／姫路キャスパホール主催舞台技術講習会／メインキャストプロダクション／神戸アートビレッジセンター主催「制作講座」／京都アトリエ劇研 制作セミナー／なんばクリエイターファクトリー／フリンジネットワーク制作者WS

## その他
- 月刊誌「マンスリーよしもと」演劇コラム連載（2001年〜2003年）
- 劇場情報誌「アンテナrise-1」演劇コラム連載
- 京都市高校演劇祭・神戸市高校演劇祭 審査員
- 関東アクトリーグ監督 2007年度「ソニックテイル」・2008年度「カルツ(リーグ優勝チーム)」
- 兵庫県教育心理研究会2011 講演